# Earth, Wind & Fire
Earth Wind & Fire er en Funk/Soul/Disco-gruppe fra USA.

## Diskografi

### Studiealbum
- Earth, Wind & Fire (1971)
- The Need of Love (1972)
- Last Days and Time (1972)
- Head to the Sky (1973)
- Open Our Eyes (1974)
- That's the Way of the World (1975)
- Spirit (1976)
- All 'n All (1977)
- I Am (1979)
- Faces (1980)
- Raise! (1981)
- Powerlight (1983)
- Electric Universe (1983)
- Touch the World (1987)
- Heritage (1990)
- Millennium (1993)
- In the Name of Love (1997)
- The Promise (2003)
- Illumination (2005)
- Now, Then & Forever (2013)

### Kompilationer og livealbum
- Another Time (1974)
- Gratitude (1975)
- The Best of Earth, Wind & Fire, Vol. 1 (1978)
- The Collection (1986)
- The Best of Earth, Wind & Fire, Vol. 2 (1988)
- The Eternal Dance (1992)
- Elements of Love: Ballads (1996)
- Greatest Hits Live (1996)
- Greatest Hits (1998)
- The Ultimate Collection (1999)
- The Essential Earth, Wind & Fire (2002)
- That's the Way of the World: Alive in 75 (2002)
- Live in Rio (2002)
- Love Songs (2004)